# Julian Jarrold
Julian Jarrold (* 15. Mai 1960 in Norwich, Norfolk als Julian Edward Peter Jarrold) ist ein britischer Filmregisseur und Filmproduzent, der einige namhafte englische Kinofilme inszenierte, darunter Kinky Boots – Man(n) trägt Stiefel, Geliebte Jane oder Wiedersehen mit Brideshead.

## Leben und Karriere
Jarrold wurde 1960 in Norwich, als Sohn des Präsidenten des John Jarrold Printing Museums geboren, er besuchte in Norfolk die Gresham School, bevor es ihn zum Film zog.
Seine ersten Regieaufgaben übernahm er für Fernsehfolgen der britischen Serien Dramarama (1983), The Other Side of Midnight (1 Folge, 1989), Children's Ward (10 Folgen, 1990–1991), Coronation Street (1 Folge, 1992), Crime Story (1 Folge, 1992), Medics (2 Folgen, 1994), Für alle Fälle Fitz (3 Folgen, 1994), Silent Witness (2 Folgen, 1997), oder Touching Evil (1 Folge, 1997), bevor er sich 1997 stärker auf die Inszenierung von Fernseh- und Kinofilmen konzentrierte.
1999 führte er Regie bei den Fernsehverfilmungen von All the King's Men mit Maggie Smith und bei der Miniserie Great Expectations mit Charlotte Rampling.
Für die Komödie Kinky Boots – Man(n) trägt Stiefel mit Chiwetel Ejiofor erhielt er eine Nominierung für den British Independent Film Award 2005.
2007 drehte er mit Anne Hathaway, James McAvoy und James Cromwell das fiktive Porträt der Schriftstellerin Jane Austen in der Literatur-Verfilmung Geliebte Jane. 2008 inszenierte er in der Besetzung Matthew Goode, Hayley Atwell, Ben Whishaw, Emma Thompson und Michael Gambon den Film Wiedersehen mit Brideshead nach dem Roman von Evelyn Waugh. 2009 schloss sich der Mystery-Thriller Yorkshire Killer an. Im Jahr 2015 kam das Filmdrama A Royal Night – Ein königliches Vergnügen mit Sarah Gadon, Rupert Everett und Emily Watson in die Kinos.
Bei vielen seiner Filmproduktionen arbeitete Jarrold mit dem britischen Komponisten Adrian Johnston zusammen.
Julian Jarrold ist ein Mitglied der Familie, die die Jarrolds von Norwich im Jahre 1823 begründeten. Er lebt heute in Nord-London.

## Auszeichnungen
- 1997: BAFTA TV-Award-Nominierung in der Kategorie „Best Single Drama“ für Zurück ins Leben
- 2001: BAFTA TV-Award-Nominierung in der Kategorie „Best Drama Serial“ für: Never Never zusammen mit: Lynn Horsford und Tony Marchant
- 2005: Nominierung für den British Independent Film Award 2005 in der Kategorie Douglas Hickox Award für Kinky Boots – Man(n) trägt Stiefel[2]
- 2012: BAFTA TV-Award-Nominierung in der Kategorie „Best Mini-Series“ für: Die Vertraute des Mörders (Appropriate Adult) zusammen mit: Neil McKay, Lisa Gilchrist und Jeff Pope
- 2012: BAFTA TV-Award-Nominierung in der Kategorie „Best Director: Fiction“ für: Die Vertraute des Mörders (Appropriate Adult)

## Filmografie (Auswahl)

### Film
- 1995: Zurück ins Leben (Some Kind of Life)
- 2005: Kinky Boots – Man(n) trägt Stiefel (Kinky Boots)
- 2007: Geliebte Jane (Becoming Jane)
- 2008: Wiedersehen mit Brideshead (Brideshead Revisited)
- 2009: Yorkshire Killer (Red Riding)
- 2015: A Royal Night – Ein königliches Vergnügen (A Royal Night Out)
- 2020: Sulphur and White

### Fernsehen
- 1993: Fighting for Gemma
- 1997: Painted Lady
- 1999: Great Expectations
- 1999: All the King’s Men
- 2000: Never Never (2 Teile)
- 2002: Crime and Punishment (2 Teile)
- 2004: The Hotel in Amsterdam
- 2004: Anonymous Rex
- 2010: Worried About the Boy
- 2011: Die Vertraute des Mörders (Appropriate Adult) (Fernsehminiserie, 2 Episoden)
- 2012: The Girl (Fernsehfilm)
- 2013: Der große Eisenbahnraub 1963 (Fernsehminiserie, 1 Episode)
- 2014: Rogue (Fernsehserie, 1 Episode)
- 2016–2020: The Crown (Fernsehserie, 4 Episoden)
- 2016: Zeugin der Anklage (The Witness for the Prosecution) (Fernsehminiserie, 2 Episoden)
- 2017: Philip K. Dick’s Electric Dreams (Fernsehserie, 1 Episode)
- 2022: This England (Fernsehminiserie, 6 Episoden)
- 2023: mit Elisa Amoruso The Good Mothers (Fernsehserie, 1 Episode)